# NGC 7836
NGC 7836 je galaxie v souhvězdí Andromedy. Její zdánlivá jasnost je 13.8m a úhlová velikost 0,9′ × 0,5′. Je vzdálená 227 milionů světelných let, průměr má 60 000 světelných let. Galaxie je členem skupiny galaxií LGG 1 okolo galaxie NGC 7831, spolu mimo jiných s NGC 7805, NGC 7806 a NGC 7819. Galaxii objevil 20. září 1885 Lewis Swift.